# ニンジャ・チアリーダー
『ニンジャ・チアリーダー』(原題：Ninja Cheerleaders) は、2008年制作のアメリカ合衆国のアクション映画。日本では、2008年5月10日にギャガが配給・公開している。
2002年制作の映画『チアリーダー忍者』とは無関係。

## ストーリー
エイプリル、モニカ、コートニーの3人は、ロス・ロマス・マラス短期大学に通う女子大生であり、友人同士。3人とも、同大学のチアリーティング部に所属している。授業が終わったあとは、柔術の達人であるヒロシの指揮のもと、「ニンジャ・チアリーダー」として数々の難事件に立ち向かうという別の顔を持つ。3人は、ブラウン大学へ編入する資金を稼ぐため、ポールダンス・クラブにてダンサーも務めている。
そんなある日、ヒロシが謎の組織により拉致される。3人は自分たちの師匠を救出すべく、行動を起こす。

## 出演
| 役名                             | 俳優                     | 日本語吹替 |
| -------------------------------- | ------------------------ | ---------- |
| エイプリル                       | ジニー・ワイアリック     | 北西純子   |
| モニカ                           | メイトランド・マコーネル | 武田華     |
| コートニー                       | トリシェル・キャナテラ   | 笹川麗子   |
| ヒロシ                           | ジョージ・タケイ         | 西村知道   |
| レッド                           | マイケル・フィッツギボン | 青山穣     |
| マニー                           | オマール・J・ドースィー  |            |
| ハリー                           | ジュリアン・ソンティー   | 遠藤大輔   |
| ジミー（ヴィクター・ラザロの甥） | マックス・ペルリッチ     | 岩崎ひろし |
| ハリス刑事                       | ラリー・ポインデクスター | 松本大     |
| コートニーの義理の父             | ディオン・デリッツォ     | 岩崎ひろし |
| キンジ                           | ナターシャ・チャン       |            |
| ヴィクター・ラザロ               | マイケル・パレ           | 斎藤志郎   |
| ドン・ラザロ                     | リチャード・ダヴァロス   | 岩崎ひろし |